# Clavator moreleti
Clavator moreleti је пуж из реда Stylommatophora и фамилије Acavidae.

## Угроженост
Ова врста се сматра рањивом у погледу угрожености врсте од изумирања.

## Распрострањење
Ареал врсте је ограничен на једну државу. 
Мадагаскар је једино познато природно станиште врсте.

## Станиште
Врста Clavator moreleti је присутна на подручју острва Мадагаскар.